# Championnat de Suède de hockey sur glace D3
La Hockeyettan est le troisième échelon du championnat de hockey sur glace de Suède après l'SHL et l'Allsvenskan. Elle portait le nom de Division 1 jusqu'en 2014.

## Équipes engagées
| \| Bodens HF Clemensnäs HC Hudiksvalls HC Kalix HC Kiruna IF Örnsköldsvik HF Piteå HC Strömsbro IF IF Sundsvall Hockey Vännäs HC Wings HC Arlanda Väsby IK HK Enköpings SK HK Eskilstuna Linden Hockey Huddinge IK Nyköpings SK Segeltorps IF Hanvikens SK Vallentuna Hockey Visby Roma Hockey Alvesta SK Borås HC Halmstad Hammers HC Karlskrona HK KRIF Hockey Kristianstads IK Mörrums GoIS IK IF Troja/Ljungby Tyringe SoSS Vimmerby HC Borlänge HF HC Dalen Falu IF Forshaga IF Lindlövens IF Mariestad BoIS HC Mjölby Hockey Skövde IK Surahammars IF Tranås AIF Hockey \| Localisation des clubs engagés dans le championnat. |
| Bodens HF Clemensnäs HC Hudiksvalls HC Kalix HC Kiruna IF Örnsköldsvik HF Piteå HC Strömsbro IF IF Sundsvall Hockey Vännäs HC Wings HC Arlanda Väsby IK HK Enköpings SK HK Eskilstuna Linden Hockey Huddinge IK Nyköpings SK Segeltorps IF Hanvikens SK Vallentuna Hockey Visby Roma Hockey Alvesta SK Borås HC Halmstad Hammers HC Karlskrona HK KRIF Hockey Kristianstads IK Mörrums GoIS IK IF Troja/Ljungby Tyringe SoSS Vimmerby HC Borlänge HF HC Dalen Falu IF Forshaga IF Lindlövens IF Mariestad BoIS HC Mjölby Hockey Skövde IK Surahammars IF Tranås AIF Hockey                                                           |

Voici les équipes engagées pour la saison 2023-2024 :
- Division Norra
  - Bodens HF
  - Clemensnäs HC
  - Hudiksvalls HC
  - Kalix HC
  - Kiruna IF
  - Örnsköldsvik HF
  - Piteå HC
  - Strömsbro IF
  - IF Sundsvall Hockey
  - Vännäs HC

- Division Östra
  - Wings HC Arlanda
  - Brödernas/Väsby
  - Enköpings SK HK
  - Eskilstuna Linden Hockey
  - Huddinge IK
  - Nyköpings SK
  - Segeltorps IF
  - Tyresö/Hanviken
  - Vallentuna Hockey
  - Visby Roma Hockey

- Division Södra
  - Alvesta SK
  - Borås HC
  - Halmstad Hammers HC
  - Karlskrona HK
  - KRIF Hockey
  - Kristianstads IK
  - Mörrums GoIS IK
  - IF Troja/Ljungby
  - Tyringe SoSS
  - Vimmerby HC

- Division Västra
  - Borlänge HF
  - HC Dalen
  - Falu IF
  - Forshaga IF
  - Lindlövens IF
  - Mariestad BoIS HC
  - Mjölby Hockey
  - Skövde IK
  - Surahammars IF
  - Tranås AIF Hockey